# Palácio Ludovice

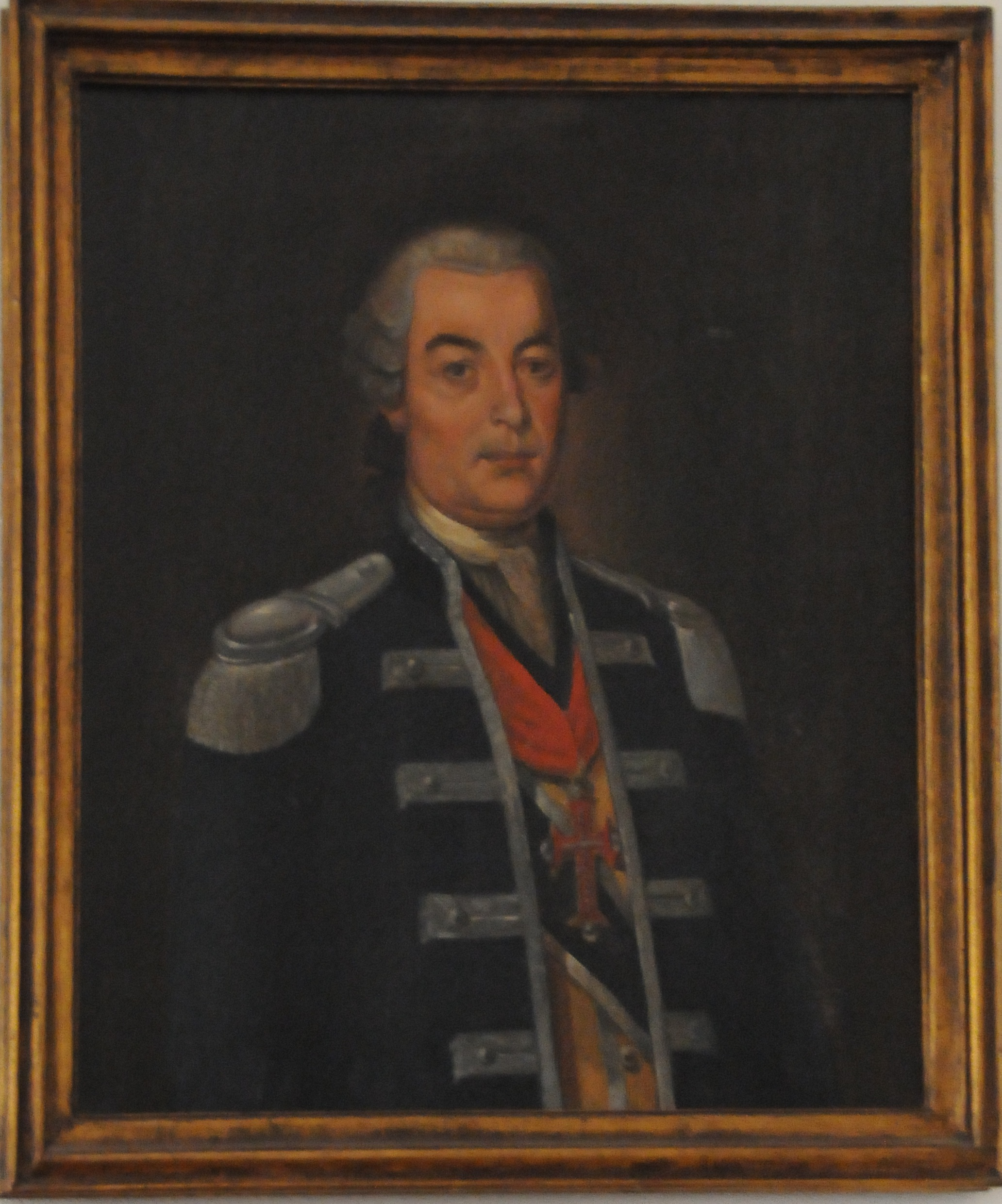
Pintura no Palácio de Mafra

O Palácio Ludovice é um palácio nobre situado no Miradouro de São Pedro de Alcântara, construído no séc. XVIII, concluído em 1747, sendo projetado pelo arquiteto João Frederico Ludovice e construído com as sobras (lascas) das obras do palácio convento de Mafra.  Neste edifício o arquiteto Ludovice aplica a gaiola de madeira antissísmica na sua estrutura dos andares superiores, técnica já ensinada na escola do risco em Mafra e que mais tarde vai ser aplicada na reconstrução da Baixa Pombalina. Foi residência da família Ludovice até ao século XIX.
O palácio surge com um tipo de arquitetura residencial, barroca, com algumas novidades para a cidade de Lisboa. Edifício quarteirão com uma fachada homogénea, sendo um palácio com dois andares nobres e para além de palácio tinha também lojas e andares de rendimento.  Trata-se de um edifício imponente, no topo do Elevador da Glória, com uma certa dinamização barroca e que, como é hábito na arquitetura de Ludovice, a ênfase é posta na fachada principal, e aqui, esta é sobretudo marcante no pano central e nos 3º e 4º pisos. Surge, pois, uma varanda sinuosa no andar nobre, janelas de sacada com padieira decorada e encimada por frontões contra curvos e segmentares.
No final do séc. XIX, o palácio é vendido ao Barão da Costa Veiga, que requalifica o edifício para inquilinato, destruíndo a escadaria nobre. Em 1890, esteve aqui instalado o Quartel General da Polícia. Em 1941, é vendido à Companhia de Seguros Tranquilidade.
Entre 1944 e 1945, o piso térreo sofre uma importante transformação, da autoria do arq. Jorge Segurado, para a instalação do Solar do Vinho do Porto. Presentemente, também se encontra instalado no palácio o Instituto Português de Cinema.